# Xystrocera matilei
Xystrocera matilei är en skalbaggsart som beskrevs av Stefan von Breuning och Teocchi 1972. Xystrocera matilei ingår i släktet Xystrocera och familjen långhorningar. Inga underarter finns listade i Catalogue of Life.